# Für einen Apfel und ein Ei
Für einen Apfel und ein Ei (meist für'n Appel und 'n Ei [etwas kaufen]) ist eine Redewendung. Sie bedeutet, etwas sehr billig zu erwerben oder zu verkaufen.

## Herkunft und Verwendung
Diese Formulierung stammt wahrscheinlich aus der niederländischen Sprache (iets voor een appel en een ei kopen). Die Wortverbindung von einem Apfel und einem Ei findet sich bereits in einer lateinischen Schrift in Antwerpen aus dem 16. Jahrhundert, dort aber noch mit einer anderen Bedeutung. Danach wurde die Formulierung voor een appel (für einen Apfel) etwas zu erhalten, als Sinnbild für etwas sehr billiges, mehrmals in niederländischen Texten verwendet. Erst um 1732 kam dann der Zusatz und ein Ei dazu: Waarom zou ik zulks voor een ey en voor een appel verkopen? (Warum sollte ich solches für ein Ei und für einen Apfel verkaufen?). Danach wurde diese Formulierung in mehreren schriftlichen Zeugnissen in verschiedenen Niederländisch sprechenden Regionen verwendet.